# NGC 4042
NGC 4042 est une petite galaxie elliptique compacte située dans la constellation de la Chevelure de Bérénice. NGC 4042 a été découverte par l'astronome allemand Albert Marth en 1865.

## Caractéristiques
Sa vitesse par rapport au fond diffus cosmologique est de 7 483 ± 23 km/s, ce qui correspond à une distance de Hubble de 110,4 ± 7,7 Mpc (∼360 millions d'al).
À ce jour, une mesure non basée sur le décalage vers le rouge (redshift) donne une distance d'environ 112,000 Mpc (∼365 millions d'al). Cette valeur est à l'intérieur des valeurs de la distance de Hubble.